# William A. Fraker
William Ashman Fraker (Los Angeles, Califòrnia, Estats Units, 29 de setembre de 1923 − Los Angeles, 31 de maig de 2010) va ser un director de cinema,  productor i director de fotografia estatunidenc.

## Filmografia

### Director de fotografia

#### Cinema
- 1961: Forbid Them Not
- 1964: The Ghost of Sierra de Cobre
- 1967: Games de Curtis Harrington
- 1967: The Fox
- 1967: The President's Analyst
- 1968: La llavor del diable (Rosemary's Baby) de Roman Polanski
- 1968: Bullitt de Peter Yates
- 1969: Paint Your Wagon de Joshua Logan
- 1971: Dusty and Sweets McGee
- 1973: The Day of the Dolphin de Mike Nichols
- 1974: Fritz Lang Interviewed by William Friedkin
- 1975: Rancho Deluxe de Frank Perry
- 1975: Aloha, Bobby and Rose
- 1975: Coonskin de Ralph Bakshi
- 1976: Gator
- 1976: The Killer Inside Me de Michael Winterbottom
- 1977: Exorcist II: The Heretic de John Boorman
- 1977: Buscant el Sr. Goodbar (Looking for Mr. Goodbar) de Richard Brooks
- 1978: American Hot Wax
- 1978: El cel pot esperar (Heaven Can Wait) de Warren Beatty i Buck Henry
- 1979: Old Boyfriends
- 1979: 1941 de Steven Spielberg
- 1980: The Hollywood Knights
- 1980: Divine Madness de Michael Ritchie
- 1981: Sharky's Machine de Burt Reynolds
- 1982: The Best Little Whorehouse in Texas de Colin Higgins
- 1983: Jocs de guerra (WarGames) de John Badham
- 1984: Divorce a Hollywood
- 1984: Protocol
- 1985: La Fièvre du jeu de Richard Brooks
- 1985: Murphy's Romance de Martin Ritt
- 1986: SpaceCamp
- 1987: Burglar
- 1987: Baby Boom de Charles Shyer
- 1989: Chances Arbeb?'?, d'Emile Ardolino
- 1989: An Innocent Man de Peter Yates
- 1990: El passerell (The Freshman) d'Andrew Bergman
- 1992: Memoirs of an Invisible Man de John Carpenter
- 1992: Honeymoon in Vegas d'Andrew Bergman
- 1993: Tombstone de George Pan Cosmatos
- 1994: There Goes My Baby
- 1994: Street Fighter de Steven E. de Souza
- 1995: Torna el pare de la núvia (Father of the Bride Part II) de Charles Shyer
- 1996: L'illa del Dr. Moreau (The Island of Dr. Moreau) de John Frankenheimer
- 1997: Vegas Vacation de Stephen Kessler
- 2000: Normes d'intervenció (Rules of Engagement) de William Friedkin
- 2001: Town & Country de Peter Chelsom
- 2002: Waking Up in Reno

#### Televisió
- 1963: The Outer Limits (sèrie TV)
- 1966: Daktari (sèrie TV)
- 1968: Fade-In (TV)
- 1995: Death in Small Doses (TV)

### Director
- 1970: Monte Walsh
- 1973: A Reflection of Fear
- 1981: The Legend of the Lone Ranger
- 1987: Wiseguy (sèrie TV)
- 1987: J.J. Starbuck (sèrie TV)
- 1989: B.L. Stryker: The Dancer's Touch (TV)
- 1989: Unsub (sèrie TV)
- 1989: B.L. Stryker (sèrie TV)
- 1990: The Flash (sèrie TV)

### Actor
- 1971: Dusty and Sweets McGee: The Cellist
- 1984: Irreconcilable Differences de Charles Shyer: Gabrielle Cinematographer

### Productor
- 1993: Tombstone

## Premis i nominacions

### Nominacions
- 1970: BAFTA a la millor fotografia per Bullitt
- 1977: BAFTA a la millor fotografia per Algú va volar sobre el niu del cucut
- 1978: Oscar a la millor fotografia per Buscant el Sr. Goodbar
- 1979: Oscar a la millor fotografia per Heaven Can Wait
- 1980: Oscar a la millor fotografia per 1941
- 1980: Oscar als millors efectes visuals per 1941
- 1984: Oscar a la millor fotografia per WarGames
- 1984: BAFTA als millors efectes visuals per WarGames
- 1986: Oscar a la millor fotografia per Murphy's Romance